# Экономика Сан-Марино
Экономика карликового государства Сан-Марино на 36,4 % ВВП страны привносится (по состоянию на 2008 год) производственным сектором; банковский сектор и страхование составляют 18,6 %; сектор государственного управления — 14,3 %; торговля — 8,6 %; сфера услуг — 11,3 %; строительство — 5,5 %. 
Основными отраслями  являются банковское дело, туризм, электронная промышленность и виноделие. 
Важным источником дохода является выпуск почтовых марок и сувениров (доходы от продажи марок составляют 10 % ВВП).
52 % населения работают в сфере услуг; 41 % заняты в промышленности; 7 % — в сельском хозяйстве. 
Сан-Марино не обладает месторождениями минеральных ресурсов, электроэнергия поставляется из Италии. Между Сан-Марино и Италией налажено автомобильное и железнодорожное сообщение. Сан-Марино состоит в таможенном и почтовом союзе с Италией, которая ежегодно выплачивает Сан-Марино компенсацию за отказ от доходов, связанных с таможенными пошлинами, радио- и телецентрами, игорными домами и др.
Денежная единица страны — евро, Сан-Марино не имеет права эмитировать банкноты, так как не является членом Европейского союза, но может выпускать монеты.
ВВП в абсолютном выражении в 2003 г. составил 0,36 млрд долл., на душу населения — 13 333 долл.
Инфляция остается умеренной (2,6 %).

## Сельское хозяйство
Сельское хозяйство Сан-Марино, бывшее долгое время основной отраслью экономики Сан-Марино, в современности представлено овцеводством, возделыванием зерновых культур, виноградарством, виноделием.
Развито земледелие (пшеница, кукуруза, ячмень, оливки), садоводство (каштаны и южные фрукты); мясо-молочное животноводство, свиноводство; шелководство, пчеловодство.

## Промышленность
В Сан-Марино расположены филиалы итальянских машиностроительных и др. фирм, предприятия текстильной, цементной, бумажной, кожевенной, металлообрабатывающей, химической промышленности. 
Электронная промышленность
Традиционным считается ремесленное производство изделий из стекла, майолики, металла, керамики, фарфора и мебели. 

## Туризм
Въездной туризм играет существенную роль в экономике страны (на сферу туризма приходится более 60 % доходов[уточнить] государства), ежегодно страну посещают 3 млн туристов.